# Антропологія медіа
Антропологія медіа (антропологія мас-медіа, медіа антропологія) - це напрямок антропології, що вивчає процеси виробництва і споживання контенту мас-медіа. Основним методом досліджень антропології медіа є польова етнографія . 

## Історія
Вперше інтерес до етнографічних досліджень медіа виникає в 1980 році.  Але довгий час ЗМІ залишалися непопулярним об'єктом вивчення для антропологів. «Багато років мас-медіа були майже забороненою темою для антропологів», вважає візуальний антрополог Фей Д. Гінзбург, - «для західних дослідників ця сфера була занадто сильно пов'язана з традиційним не європейським суспільством».  За період з 2002 по 2005 рр. були опубліковані всього 4 матеріали по медіа антропології. Але вже в 2009 рік дослідник Джон Постиллє називає цю сферу антропології медіа популярної й активно зростаючої. У статті «У чому суть медіа антропології? »Він розповідає, що дослідження проводяться по всьому світу від Арктики до Нової Гвінеї і зачіпають всі види типи медіа від друкованих ЗМІ, телебачення, кіноіндустрії до програмного забезпечення і мобільних додатків. 
Одне з наймасштабніших антропологічних досліджень медіа було проведено Університетським коледжем Лондона за підтримки Європейської дослідницької ради. Проекту «Why we post» був розрахований на п'ять років. Його учасники провели 15 місяців в 9 населених пунктах світу: в Китаї, Італії, Індії, Англії, Чилі, Бразилії, на острові Тринідад і на сирійсько-турецькому кордоні. Вони вивчали, якими медіа платформами користуються місцеві жителі, як це впливає на їхнє повсякденне життя. У лютому 2016 роки команда проекту «Why we post» опублікувала перші три книги з намічених одинадцяти.  
У 2004 році Європейською асоціацією соціальних антропологів було створено підрозділ антропології медіа, яке оголосило своєю метою сприяння міжнародній дискусії про взаємовплив медіа та суспільства, а також співпраці антропологів, які займаються цією темою. До 2009 року їм вдалося залучити понад 700 учасників. З моменту свого виникнення підрозділ провело чотири міжнародні конференції у 2004, 2006, 2008 і 2014 рр. Основна частина роботи організації проходить онлайн. 

## Методологія
Застосування якісного аналізу, зокрема, польової етнографії, відрізняє медіа антропологію від інших наук, які досліджують засоби масової інформації. Однак деякі фахівці відзначають, що найчастіше медіа антропологи ігнорують або неправильно застосовують основні антропологічні методи: включене спостереження і довгострокові польові дослідження. 

## Теорія
Антропологія ЗМІ відноситься до міждисциплінарних наук: вона працює з концепціями таких наук як, візуальна антропологія, психологія, соціологія і культурологія. Антропологічні дослідження ЗМІ використовують цілий ряд теорій, серед яких теорії управління, споживання, глобалізації, мережеві теорії, дослідження активної поведінки аудиторії ЗМІ, нових медіа, міжнародного громадянського суспільства, і суспільного розвитку. 

## Предмет вивчення
Антропологія медіа вивчає всі аспекти циклу виробництва і споживання медіа, починаючи від роботи конкретних журналістів і редакцій, кіновиробництва, і, закінчуючи тим, як певні аудиторії сприймають контент ЗМІ та використовують соціальні медіа. Медіа антропологи досліджують взаємодію людини та нових технологій, його інтернет-поведінку, вплив медіа на розвиток соціальних рухів, захист прав людини, поширення освіти. Основною дилемою медіа антропології є питання, про взаємовплив суспільства і медіа. Традиційна концепція передбачає, що виникнення нових медіа змінило звичний уклад життя людей і продовжує впливати на нього. 
«Соціальні технології більше не просто засоби комунікації: Twitter запустив« Миттєвості »і активно рухається від платформи до новинного медіа, Facebook став партнером банків для поліпшення фінансових транзакцій, чати та додатки створюють автоматизовані «боти» для взаємодії з користувачами. Вони стають постачальниками послуг, новин, фінансових угод або торгівлі. Розмиваються межі між соціальними мережами та додатками обміну повідомленнями. Платформи, створені як чат-додатки, на зразок Snapchat, WeChat або WhatsApp, починають самі перетворюватися в соціальні мережі. Одночасно змінюються правові норми. Раніше фотографи повинні були питати дозвіл на роботу в громадських місцях, а зараз в більшості країн прийнято, що зображення людини можуть бути зроблені та використані в будь-якому місці. Виникають нові етичні та правові аспекти та нові бізнес-можливості, і все це буде постійно розвиватися і вдосконалюватися ». Доповідь Глобальної ради Всесвітнього економічного форуму в Давосі.  
Прихильники альтернативної точки зору вважають, що суспільство змінює медіа. Часто навіть самі творці медіа-платформ не уявляють, для яких цілей люди можуть їх використовувати. Суспільство вирішує, які із запропонованих функцій медіа йому корисні та саме винаходить нові. Ця трансформація відбувається постійно і повсюдно.  Так, наприклад, бірманські ченці зробили Селфі обов'язковим елементом паломництва до статуй Будди, а індуси називають Facebook "пристроєм для поліпшення карми ": на їхню думку, кожне зображення бога в стрічці сприяє побудові хорошої карми.  